# Enicospilus flavoscutellatus
Enicospilus flavoscutellatus är en stekelart som först beskrevs av Brulle 1846.  Enicospilus flavoscutellatus ingår i släktet Enicospilus och familjen brokparasitsteklar. Inga underarter finns listade i Catalogue of Life.